# XXIIIe législature du royaume d'Italie
La XXIIIe législature du royaume d'Italie (en italien : La XXIII Legislatura del Regno d'Italia) est la législature du royaume d'Italie qui a été ouverte le 24 mars 1909 et qui s'est fermée le 29 septembre 1913. 

## Gouvernements
- Gouvernement Giolitti III
  - Du 29 mai 1906 au 11 décembre 1909
  - Président du conseil des ministres : Giovanni Giolitti
- Gouvernement Sonnino II
  - Du 11 décembre 1909 au 31 mars 1910
  - Président du conseil des ministres : Sidney Sonnino

Gouvernement Luzzatti
- - Du 31 mars 1910 au 29 mars 1911
  - Président du conseil des ministres : Luigi Luzzatti
- Gouvernement Giolitti IV
  - Du 30 mars 1911 au 21 mars 1914
  - Président du conseil des ministres : Giovanni Giolitti

## Président de la chambre des députés
- Giuseppe Marcora
  - Du 24 mars 1909 au 29 septembre 1913

## Président du sénat
- Giuseppe Manfredi
  - Du 24 mars 1909 au 29 septembre 1913